# Sauve (Gard)
Sauve – miejscowość i gmina we Francji, w regionie Oksytania, w departamencie Gard.
Według danych na rok 1990 gminę zamieszkiwało 1606 osób, a gęstość zaludnienia wynosiła 51 osób/km² (wśród 1545 gmin Langwedocji-Roussillon Sauve plasuje się na 236. miejscu pod względem liczby ludności, natomiast pod względem powierzchni na miejscu 168.).